# 愛因斯坦棋
愛因斯坦棋（德語：EinStein würfelt nicht!），是2004年由德國中部耶拿鎮数学教授所推出的兩人骰棋類遊戲，為奧林匹亞電腦遊戲程式競賽、中國全国大學生计算机博弈大赛的指定棋類之一。

愛因斯坦棋初始佈置

## 棋具
- 一顆六面骰。
- 5*5方格棋盤。
- 1到6數字的棋子，每方各一枚，以紅、藍顏色區分敵我。[3]

规则如下：
1. 棋盘为5×5的方格形棋盘，方格为棋位，左上角为红方出发区，右下角为蓝方出发区
2. 红蓝方各有6枚方块形棋子，分别标有数字1—6。开局时双方棋子在出发区的棋位可以随意摆放
3. 双方轮流掷骰子，然后走动与骰子显示数字相对应的棋子。如果相对应的棋子已从棋盘上移出，便可走动大于或小于此数字的并与此数字最接近的棋子
4. 红方棋子走动方向为向右、向下、向右下，每次走动一格；蓝方棋子走动方向为向左、向上、向左上，每次走动一格
5. 如果在棋子走动的目标棋位上有棋子，则要将该棋子从棋盘上移出（吃掉）。有时吃掉本方棋子也是一种策略，因为可以增加其它棋子走动的机会与灵活性
6. 率先到达对方出发区角点或将对方棋子全部吃掉的一方获胜
7. 对弈结果只有胜负，没有和棋
8. 每盘每方用时3分钟，超时判负；每轮双方对阵最多7盘，轮流先手（甲方一四五盘先手，乙方二三六七盘先手），两盘中间不休息，先胜4盘为胜方